# Семпронія (дружина Децима Брута)
Семпронія — давньоримська жінка пізньої республіки, дружина Децима Юнія Брута, консула 77 р. до н. е., і мачуха його сина Децима Юнія Брута Альбінуса, що став одним із вбивць Юлія Цезаря.

## Біографія

### Раннє життя
Припускається, що вона могла бути дочкою Гая Гракха, хоча історики вважають цю версію малоймовірною. Існує думка, що вона була дочкою Гракха Тудітана і сестрою матері Фульвії, Семпронії але це інформація теж не має підтвердження. Третім варіантом є те, що вона могла бути дочкою Гая Семпронія Тудітана, консула у 129 р. до н.

### Доросле життя
Семпронію описували як видатну, дотепну, красиву та пристрасну жінку, яка володіла грецькою та латиною . Вона могла співати, грати на лірі та дуже добре танцювати. Історик Гай Саллюстій зазначав, що їй надзвичайно пощастило в житті, шлюбі та дітях, та все ж вона мала розбещений характер. За його словами, вона була «сміливою як чоловік» і втручалась в політику. Без відома чи згоди свого чоловіка вона брала участь у змові Катіліни і дозволяла змовникам зустрітися в її будинку. Семпронія, і такі жінки, як вона, представляли в Римі образ «нової жінки», яка має здібності та інтереси, що стане звичним для жінок Риму в пізніші роки, на відміну від класичних римських жінок, як Корнелія Африкана, яка захищала цінності більш ранньої республіки. Казали, що у неї було багато коханців, і Саллюстій зазначав, що вона «шукала чоловіків більше, ніж вони шукали її».
Семпронія знала Юлія Цезаря і, ймовірно, була однією з його коханок.

## Дослідження
У минулому її часто пов'язували з іншою жінкою з таким же ім'ям, яка була сестрою братів Гракхів .
Йоганн Каспар фон Ореллі припускав, що ця Семпронія може бути тією ж Семпронією, яка, згідно з свідченнями Асконія Педіана, давала свідчення на суді над Титом Аннієм Мілоном в 52 р. до н. е. Ця Семпронія була дочкою Семпронія Тудітана, і ,нібито, матір'ю Публія Клодія Пульхра . Однак, оскільки дружиною Клодія була Фульвія, донька Семпронії та внучка Семпронія Тудітана, схоже, що це не та сама Семпронія, яка вийшла заміж за Брута, а жінка, яка свідчила на суді, насправді була тещею Клодія, а не матір'ю .

## Культурні зображення
Sempronia — головний персонаж у п'єсі Бен Джонсон, 1600-ті роки, «Змова Катіліни» .
Вона виступає головним персонажем короткого оповідання « Дружина консула» Стівена Сейлора, де з коханцем планує вбивство чоловіка. Також фігурує в романі Сейлора «Загадка Катіліни» . У роботах Сейлора вона зображена як дочка Гая Гракха, Сейлор зазначає, що йому відомо те, що ця тема вважається дискусійною серед істориків, але що йому подобається розвивати цю можливість, оскільки це цікаво та досить органічно для її характеру, так як Гракх був відомий своєю непокірною природою.
Семпронія згадується, але не з'являється, у романі «Жовтневий кінь» і з'являється у « Жінках Цезаря» Колін Маккаллоу . У романі « Respublica: Роман про Римську республіку Цицерона» Семпронія зображена як мерзенна жінка, яка вбиває свого чоловіка і психологічно та сексуально знущається над сином Децимом.